# 福山雅治のオールナイトニッポンサタデースペシャル・魂のラジオ
福山雅治のオールナイトニッポン サタデースペシャル・魂のラジオ（ふくやままさはるのオールナイトニッポン サタデースペシャル・たましいのラジオ、通称：魂ラジ（たまらじ））は、2000年3月25日から2015年3月28日まで放送された、ニッポン放送制作のラジオ番組である。パーソナリティーはシンガーソングライター・俳優の福山雅治と元ニッポン放送アナウンサーでフリーアナウンサーの荘口彰久。福山自身の冠番組であり、オールナイトニッポンおよびオールナイトニッポンサタデースペシャルのシリーズの一つである。

## 番組概要
- 1998年3月の『福山雅治のオールナイトニッポン』終了から2年の空白を経て、ニッポン放送の土曜23:30〜25:00枠で放送を開始した福山雅治の冠番組。また、当該時間帯にて「オールナイトニッポンサタデースペシャル」の冠をつけた最初の番組である。
- 番組開始時はニッポン放送の深夜レーベルであるLF+R内の番組だったため、タイトル表記は『福山雅治のallnightnippon Saturday Special 魂のラジオ』だったが、LF+Rレーベルの終了に伴い、2003年4月より英字表記の部分がカナ表記に改められた。また開始当初はスポンサーの意向や前番組『ドリアン助川の正義のラジオ!ジャンベルジャン!』の流れを汲み、福山とリスナーとの電話でのやりとりをメインとした内容だった。また、過去に『オールナイトニッポン』を担当していた福山本人の意向でニッポン放送の深夜帯の番組で放送することから「オールナイトニッポン」の名称を使用することになった。

このため、オープニング曲はオールナイトニッポン各番組で使用されている「BITTERSWEET SAMBA」ではなくラモーンズの「Do You Remember Rock'N'Roll Radio?」が使用されている。エンディング曲は自身のオールナイトニッポン木曜1部（のち月曜1部）時代にも使用していたエリック・クラプトンの「Tears in HEAVEN」である。
- 元々、福山は1992年（平成4年）から『オールナイトニッポン』を担当しており、番組終了時点ではシリーズ全体で福山がもっとも早くから担当していたことにはなるが、制作局のニッポン放送において福山の番組は本番組開始まで2年間放送が中断していたため、放送期間でいえば『ナインティナイン』（2014年8月現在で20年4ヶ月を迎えた）が最も長く担当していることになる（福山は2014年8月時点で、ナインティナインに次いで20年）。
  - 1994年6月まで木曜1部を担当していた福山が音楽活動（全国ツアー）を3ヶ月間するために空いた枠に急遽抜擢されたのがナインティナインだった。途中時間帯の移動はあったが、福山が担当していた木曜1部を引き継いでから2014年9月までオールナイトニッポン木曜を担当し続けた。
  - 2014年9月の時点で、ニッポン放送の旧社屋時代から、お台場のFCGビル時代、そして現社屋まで、オールナイトニッポンシリーズのレギュラーパーソナリティを務めているのは、ナインティナインと福山の2組のみであった。
    - ナインティナインについては、2000年9月2日と2012年3月31日に岡村隆史が単独で、2007年8月25日の放送で岡村と矢部浩之が揃ってゲスト出演を果たした。
    - 2007年の出演では、当時日本テレビ系列で23:30 - 24:00にレギュラー番組『ナイナイサイズ!』を放送していた関係で、24:00から登場した。
    - 2012年の岡村の出演は、福山が2011年に発表した楽曲「家族になろうよ」を、同年4月から岡村が単独で出演するテレビ東京系列の番組（『家族になろう（よ）』）のタイトルに使うことが縁で実現した。岡村が放送中にタイトルの使用許諾を求めたところ、福山が快諾。生放送にもかかわらず、岡村の提案で福山が同番組の題字を毛筆でしたためたり、2人で声を揃えて「家族になろうよ」を歌ったりする展開になった。この放送の模様を収めた映像は、同番組の第1回（2012年4月13日）でも流れている。ただし、荘口は声だけの出演であった。
- インターネット生放送は2000年4月から2004年9月まで行われていた。
- 2000年代になってほとんどの番組は5年以内の短期間で終了してしまっている平日（月曜日 - 金曜日）の22時台ワイド番組とは違い、土曜日のこの "魂ラジ" はメインターゲットにしている中高生だけではなく、小学生や年配リスナーからの投稿も稀にあり、老若男女を問わず幅広いリスナーに根強い人気を誇っており、特に福山が大河ドラマに主演した後は年配リスナーが急増した。聴取率も良く、2000年4月のスペシャルウィークより連続で聴取率トップの座を維持しており、2000年代のニッポン放送を代表する番組となっている。2010年3月に番組は10周年を迎えた。
- 番組のオープニングの挨拶として、バイク好きの福山は「こんバイク」、少々ぽっちゃり気味の荘口は「こんムチムチ」を使用することが多い。リスナーもメールの書き出しはこれらを使用するが、何についてのメールかによってかなり応用がきく。新曲についての場合はタイトルや歌詞の一部を引用したりする。ドラマや映画についても同様である（例「こんアンモナイト」「こんガリレオ」「こん龍馬伝」など）。これらの挨拶はリスナーからのメールでも頻繁に使われる。エンディングでは福山は「ばいバイク」、自転車好きの荘口は「ばいバイスクル」（発音は「ばいバイセコー」に近い）をよく使用する。

東芝がスポンサーになってからは「こんレグザ」（現在は「こんグラスレス」）「ばいバルディア」をよく使用していた（ナインティナインのオールナイトニッポンの「わあわあ言うております。お時間です。さようなら」と同様で番組を締めるときにさびしくならないために使用。）。また、ゲストが来た際にはそのゲストゆかりの挨拶をリスナーが使用する（前田敦子の「こんAKB48」、奥貫薫の「こん板橋マダムス」など）。
- 番組のエンディングでは、一般的なラジオと同じく改めて名乗る。福山が「お相手は」と言うと荘口が「荘口と」と言い、福山が更にそれを受けて自分の名前を言う。しかし実際は正しく名乗ることは滅多になく、その週の内容によって毎週変わる。ウケを狙うことが多い（AKB48のヘビーローテーションの生演奏でエンディングを飾った際は「あっちゃんでした」と名乗るなど）。
- 以前福山が「ラジオ界の国宝」と称されたことから、リスナーからは「国王」と呼ばれる。これに伴い、リスナーは「国民」「おまえら」と呼ばれる。また、長崎ふるさと大使に就任してからは長崎に関するメールの時は「大使」とも呼ばれる。
- 毎年1月ごろから今年のコーナー（企画）を決めて4月ごろまで放送するが、その後は一切やらなくなる傾向にある。

2003年度はAMラジオ普及企画（その当時AMラジオ離れに関するメールが多かったため。）、2005年度はマシャの英会話教室、2006年度は魂のオリジナルコンドーム（略称：オリコン）、2007年度は『東京タワー - ボクとラジオと時々オカン - 』など。
- 番組内で使用される「宇宙初フルぶっかけ」は、自身の新曲初披露を意味する。これは、アダルト用語の「ぶっかけ」と「曲をかける」をひっかけたもので、「ぶっかけ」時はリスナーはラジオの前に正座し、半目で上を向き、さらに口をあけて放送を聴かねばならず、「ぶっかけ」前に投稿されるメールには「ラジオの前で正座して、口をあんぐり開けて待っています」といったような内容が多くみられる。

特に指定がない時はフルサイズでの新曲初披露を指し、披露後のリスナーの「おねだり（またはおかわり）」を受けて結局2回放送することが多い。アルバム「残響」の発表時は、多数の未発表オリジナル曲を含んでいたために「チョロぶっかけ」が初めて試みられた。これは未発表曲をサビのあたりまでしか流さないというもので、以降は曲をBGMに福山と荘口のトークがかぶせられるため、曲自体はほとんど聴き取れなかった。また、類似語として「初ぶっかけ」前にCMなどでその楽曲が流れていた場合は「ガマン汁」という。
- 福山の事務所の先輩・桑田佳祐が担当している『桑田佳祐のやさしい夜遊び』同様に下ネタや放送禁止用語が多い。
  - 2012年の4月22日のスペシャルウイーク（聴取率週間）では企画が何にもなく、ちょうど前日に放送された『小島慶子のオールナイトニッポンGOLD』で小島慶子が「どんなに下ネタを言ってもヒカれない男性がどういうものか知りたい方は、明日の『福山雅治の魂のラジオ』を聴いて下さい。」とラジオを聞いた福山が「今週は下ネタ特集をするか」と下ネタ大会となり、リスナーから生放送で下ネタを募集した[2]。
- 2009年4月18日の放送で、福山は新曲「化身」の初披露にあたりWikipediaの上記項目の記述に触れ、そのほとんどが荘口の発言であると言い張った。
- 番組放送中に24時になるが、そのときに時報が流れるところと流れないところがある。番組ではニッポン放送の時報に合わせ、話の途中であっても福山が「12時!｣とコールしている。また、2012年3月31日の放送で岡村がゲスト出演した際に、福山が「12時」とコールしたが、岡村は『ナインティナインのオールナイトニッポン』で毎週言っているせいか「2時」とコールしてしまった。

『ナインティナインのオールナイトニッポン』（木曜25:00-27:00）でもナインティナインの岡村隆史が時報に合わせて「2時!｣とコールしているが岡村は随分前から使用している。2009年以降は『いきものがかり吉岡聖恵のオールナイトニッポン』や『城田優のオールナイトニッポン』でも2時のコールをしている。
ただし、ニッポン放送が24時で放送を終了するとき（いわゆる飛び降り。2011年1月30日未明の『ニッポン放送サッカースペシャル　アジアカップ決勝 日×豪 実況中継』など）では、「12時!｣コールをせず、ギリギリまで放送して、「それではここで、関東のみなさんとは、また来週です」と挨拶する（ただし、茨城放送がネットしている為、厳密には関東一円ではない）。
- 2008年末頃から、聴取率調査期間（番組内では「スペシャルウィーク」と呼ばれる）になると、なぜか鍋料理を食べながら放送をするようになった。

これには最近周りが心配するほど働き詰めな福山の疲労回復効果もあるため、ニンニクがゴロゴロ入っていたり（福山が一人でほとんど食べてしまった）、体にいい薬膳が入っている鍋が用意された。不景気だからとスタッフの青木が作った鍋も結構本格的だったため、福山は「こんなんだったら毎週頼む」と発言した。調理が難しい薬膳キノコ火鍋は、専門店からわざわざ女性スタッフを呼んでリアルタイムで調理してもらった。見たこともないキノコに福山は興味津々で、絶えず「これは何ですか?」と質問し、教えてもらった名前をエコー付きで叫びながら堪能した。
この流れの発端はおでんであったが、美味しいおでんに気分がよくなった福山はSOH+（後述）を急遽復活させ、気分のままに「北酒場」「あの素晴らしい愛をもう一度」などを歌った。
鍋料理の音を拾うマイクは番組の元スタッフが愛用していたものを使用する。
- 本番中にもかかわらず飲食しまくりなフリーダムな番組である。多忙を極める福山は、疲労回復や眠気覚ましのためにのど飴・餡子・ケーキ類などを食べ、マッサージ道具を持ち込んでマッサージをしながらであったり、喉に電流を流しながら番組を進行したりする。また、お祝い事（例：番組の○○回放送記念・福山、荘口、その他スタッフの誕生日）などがあるとほぼ必ず特注ケーキが登場し、シャンパンなどの酒を飲む。
- 学生はもちろん、タクシーの運転手・某財閥系不動産会社の社員・鉄道関係者・いわゆる大人のオモチャ販売店の店主まで、リスナーの職業は幅広く、リスナーでない職業のほうが少ないのではと言われるほどである。トークに対する反応も素早く、話の内容が専門的な部分まで掘り下げられ、福山・荘口両名が「わからない。誰か教えてくれ」といったことを漏らすとすぐに専門家から回答が送られてくる。
- 数多くの芸能関係者や著名人、芸能人がリスナーであることが発覚している（玉木宏、市川亀治郎、、草刈民代など大河ドラマ『龍馬伝』出演者やスタッフ達など）。ラジオで発言したことが話題の当人に直接伝わるケースも少なくないため、ラジオの発言が元で実現したこともある（映画ドラえもんへのカメオ出演など）。また、福山が番組内で特定の人物を褒めたり、関連商品を紹介したりすると、翌週に本人からのお礼のメールが届くこともある。
- 阪神・淡路大震災や世界エイズデーに最も近い週には必ず特別プログラムが組まれるなど、ある程度毎年決まった流れも存在する。エイズウィークでは大学から専門講師を招き、素朴な疑問質問を受け付けるなど、啓発活動に貢献している。
- 2011年3月11日に発生した東日本大震災の復興支援番組「東日本大震災被災地復興支援 ニッポン放送ラジオ・チャリティー・ミュージックソン スペシャル 『I'm with U キミと、24時間ラジオ』」を放送した際、Twitterで公式アカウントを取得しリアルタイムでリスナーの反応を反映した。企画終了後はアカウントの行方が議論されたが、番組公式ツイッター（@FUKUYAMA24）として継続することになった。主にスタッフ陣や荘口がつぶやく。福山もごくたまにつぶやくが、慣れていないため、その姿は荘口曰く「おじいちゃんのよう」らしい。
- 2006年10月7日から2008年3月29日までの間は、ニッポン放送では通常編成の場合放送時間が翌日に跨る唯一の番組となっていた。また、北陸放送では2013年現在通常編成の場合放送時間が翌日に跨る唯一の番組となっている。
- 2014年12月6日の放送で福山自身が番組終了を発表した（後述）[3]。魂ラジ自体の放送期間は15年となるが[4]、前身番組の福山雅治のオールナイトニッポンの担当期間（1992年1月9日から1998年3月まで放送）を含めると21年4か月[3]、足掛け（中断期間を含む）では23年となる[5]。また、終了を発表する前の2014年9月には福山と並んでオールナイトニッポンを長年担当してきた『ナインティナインのオールナイトニッポン』も終了（終了後、岡村が単独で『ナインティナイン岡村隆史のオールナイトニッポン』を担当後、2020年5月14日から矢部が復帰し復活。）しており、オールナイトニッポンのヘビーリスナーに衝撃を与えた。
- 2001年10月から行われている（番組自体は2000年3月25日から始まっている）ビデオリサーチによる首都圏ラジオ聴取率調査では、2014年10月まで79回中77回にわたって同時間帯トップを獲得していた[3]。

### 記念回
- 2002年（平成14年）2月16日の放送をもって、放送100回を達成。
- 2004年（平成16年）1月17日の放送をもって、放送200回を達成。
- 2005年（平成17年）12月17日の放送をもって、放送300回を達成。
- 2007年（平成19年）11月24日の放送をもって、放送400回を達成。
- 2009年（平成21年）10月17日の放送をもって、放送500回を達成。
- 2011年（平成23年）9月24日の放送をもって、放送600回を達成。
- 2013年（平成25年）8月24日の放送をもって、放送700回を達成。

2007年11月24日の放送に関しては、後述の2007年7月7日の地方局での裏送りの回（福山が出演しなかったため、放送回にはカウントせず）があったため、前の週の11月17日に「今日で放送400回ではないか?」や、「来週で400回ですね？」というメールが届いた。実は番組側が「400回がいつか」把握していなかったので「11月17日の放送は何回目なのか」をリスナーに問うことになった。

### 受賞
2001年
- 『平成13年日本民間放送連盟賞』優秀賞（番組部門ラジオ生ワイド）『福山雅治のオールナイトニッポンサタデースペシャル・魂のラジオ』[6]

2003年
- 『第40回ギャラクシー賞』奨励賞（ラジオ部門）『福山雅治のオールナイトニッポンサタデースペシャル・魂のラジオ』[7]

以上の該当する2回分は、横浜市の放送ライブラリーにて無料で聴取が可能。

### 特別番組などの関連
- 2005年と2006年の1月の『福山雅治のSUZUKI TALKING F.M.』（TOKYO FM）（ただし「TALKING F.M.」は録音）で、それぞれの番組のスタッフ（荘口彰久・川島カヨ・小原信治）がゲストとして登場しAMとFMの垣根を越えた共演をした。
- 2005年8月19日、22:00 - 23:00にYahoo! JAPANのサイト内で映像つきのインターネット限定生放送『福山雅治のYahoo!ナイトニッポン』がテレビ朝日社内から生放送された（この番組とは無関係）。
- 2005年12月24日、ニッポン放送でラジオ・チャリティー・ミュージックソンの放送が行われたため、ネット局のみへの裏送りで放送された。また同番組を企画ネットで放送する一部ネット局も休止となった。この放送には通常通り福山も出演していた。
- 2005年12月31日から2006年1月1日にかけて「福山雅治のオールナイトニッポン 年越しスペシャル・魂のラジオ」が放送された。
- 2007年7月7日、Live Earth特番（パーソナリティーは荘口）のため、放送開始8年目にして初めて放送休止となった。それまで特別番組等により裏送りでの放送になったことはあったものの番組が休止になることはなかった。Live Earthの番組をネットしていなかったHBCラジオ及びRKBラジオでは裏送り番組「魂ラジコレクション」として飯田浩司アナウンサーが福山の楽曲ヒストリーを紹介した。
- 2008年2月23日、俺たちのオールナイトニッポン40時間スペシャル内での放送ということもあり、オープニングにフジテレビの取材カメラ（『めざましテレビ』、『情報プレゼンター とくダネ!』）が入り、エンディングには2 - 3週にわたって福山にネタにされ続けた加藤晴彦も乱入。かつて『福山雅治のオールナイトニッポン』のリスナーだった有名人（市川亀治郎、玉木宏）もテープコメントで登場した。
- 2011年1月29日、AFCアジアカップ2011決勝を中継するため、ニッポン放送のみ24:00で飛び降りとなった。
- 2011年3月12日、東北地方太平洋沖地震に関する報道特別番組のため、ネット局を含め放送休止となった。
- 2011年4月9日13:00 - 10日13:00に「東日本大震災被災地復興支援 ニッポン放送ラジオ・チャリティー・ミュージックソン スペシャル 『I'm with U キミと、24時間ラジオ』」を放送。同番組内では『魂のラジオ ラジオ・チャリティー・ミュージックソンSP』として放送、地下スタジオからツアーメンバーと共にアンプラグドライブを行なった。また、現地に派遣したアナウンサーを通じて被災地のリスナーと直接電話で交流した。それ以来、その時知り合ったリスナーたちとほぼ毎週電話を繋いだり報告メールを読んだりしており、リアルタイムで変化する必要物資を聞き出して随時送り届けるなど、長期的な支援を行なっている。

### 季節もの・一発コーナー
- 2008年2月9日、福山によるギター講座「MASHA's Guitar Camp」（ビリーズブートキャンプのパロディ）が開始され、番組内ユニットSOH+（ソウプラス。福山プロデュース、KOH+のパロディ）結成。荘口がボーカル、福山がコーラスとギター担当。以降、荘口の生歌付で、ラジオなのに福山がギターコードを教えている。徐々にやらなくなっていったが、荘口の不惑の40歳の誕生日記念として約3ヶ月ぶりに復活し、ユニットのテーマソングである「Stand by Me」を披露した。

番組500回記念の夜には再び復活し、多忙な福山を象徴するとしてビートルズの「A Hard Day's Night」を披露した。しかし放送直前まで数々の打ち合わせに追われていた福山は本番1分前に唐突に練習を開始し、結果、オープニングをかっこよく演奏で始めることができなかった。
mixiでのSOH+のコミュニティの人数は、本家であるKOH+のそれの人数を超えている。これは本人たちの予想を上回る人気で、荘口は結成以来ファンに「SOH+の…」と話しかけられている。
2011年1月29日、サッカー中継のため、番組が関東圏のみ前半30分で終了することになり、関東のリスナーのために魂リクスペシャルを行なった際、久しぶりに復活した。
2011年9月24日、放送600回記念の夜に復活。オープニングを「Daydream Believer(日本語バージョン)」で飾った。福山はユニットのクオリティーが上がってきているのに気をよくし、「（ＣＤを）出せるね！」と発言した。
- 2008年、福山が私設するバイクチーム「有楽町crazy horse」の6回目の旅でスウェーデンを訪れた際、道中で島津ゆたかの「ホテル」の歌詞がすごいということに気がついた福山により、帰国後しばらく「すごい歌詞の歌のコーナー」が続いた。奥村チヨ「恋の奴隷」、黒沢年雄「仮面舞踏会」「時には娼婦のように」などが取り上げられたが、その中でも松崎しげる「愛の6日間」が福山のお気に入り。このコーナーではなかにし礼がカリスマ的な存在となっていた。
- 年始めには毎年必ず「○○年（その年の西暦が入る）はこの子を抱け！売れ筋グラビアアイドルカレンダー」が開催される。荘口の唯一の持ち込み企画であり、荘口が厳選したグラビアアイドルのカレンダーがランキング形式で紹介される。上位者のカレンダーは実際に数人分持ち込まれ、福山がプロの目で審査する。水着の使い回しや被写体の撮り方、はてはテクスチャーにまでコメントが及ぶかなりマジな企画。福山は日々スケジュールに追われているはずなのに、アイドルの名前をよく当てる。この放送は実際にカレンダーの売れ具合にまで影響を及ぼすらしく、関係者らは真剣に耳を傾けている。荘口は関係者に会うとお礼を言われたり、いつラジオにゲストに行けばいいか聞かれるらしい。
- クリスマスの時期には、悲惨なクリスマスを迎えた・迎える予定のリスナーのために、福山・荘口・放送作家の小原がそれぞれクリスマスプレゼントを自腹一万円以内で用意する企画「福山・荘口・作家小原の自腹一万円プレゼント」が行われる。本人たちは互いが用意したプレゼントについては番組内で発表するまで一切知らず、誰のプレゼントが最も好評か毎年熱い勝負が繰り広げられる（小原のものが好評な傾向にある）。プレゼントは、最も切実なリスナーにそれぞれ送られる。
- 2009年8月は「真夏のイケメン月間」と題して城田優、平岡祐太、小池徹平をゲストに招いた。
- 夏になると、乱れがちな若者の恋と性の悩みを解決するお悩み相談のコーナーが1 - 2週間に渡って放送される傾向にある。

2009年の夏は、福山が院長・荘口が副院長に扮し「あぶないドクター!福山クリニックLOVE&SEX科」が2週に渡り放送された。福山の非常に具体的なアドバイスと、荘口の悲惨な過去の恋愛の記憶から繰り出されるリアルな体験談（福山いわく「こういう時はオバマ大統領並みに説得力がある」）が絶妙。
- 2008年10月、福山が「男性が選ぶ理想のカラダランキング」第2位にランクインした際、「ほんとにリクエストがあるなら次にCD出す時に袋とじでもなんでもする。必然性のある理由が欲しい」と発言し、リスナーの暴走の結果「福山雅治、わたしだったらこう脱がす!」というコーナーが生まれた。あまりにも過激な内容に荘口が爆笑し、メールが読めなくなったこともあった。
- 2009年1月、福山は大河ドラマ終了後の2011年には不動産業をやりたいと発言し、「ふくやマンション」と名づけたマンションが誕生した。

建設予定地・部屋に備えられた機能・マンション内の施設・入居者へのオプションなどを具体化していったところ、入居希望者が殺到した。管理人は福山のモノマネで知られるみっちーと大山英雄の交代制・全室の壁にラジオ設置・月に一度の管理人新ネタ発表会・共用のオーディオルームでいつでも福山祭りなど、様々な案が出た。冗談で進んでいったこのコーナーだが、某大手不動産会社の社員から本気のメールが来てしまい、慌てて「本気で腹を括った人しかメールするな」と制限し、ようやく沈静化した。
大いに盛り上がったため、翌月の福山の不惑の40歳記念の夜には、このフクヤマンションをイメージした特注ケーキが贈られた。
- 2010年5月、福山が出演中の大河ドラマ「龍馬伝」の台本を持ち込み、武田鉄矢扮する勝麟太郎と、近藤正臣扮する山内容堂の本気のモノマネを披露。そのクオリティーの高さをファンが絶賛し、龍馬・勝・容堂を福山が一人で演じ切る「ひとり龍馬伝」がスタート。ファンから演じてほしいシーンのリクエストが殺到したが、福山は武市半平太や岡田以蔵をモノマネすることができない（武市のモノマネはすることもある）ため、リスナーから募ることになり、次いで「魂の龍馬伝」がスタートした。リスナーは通常と同じ名前、住所、年齢のほかにモノマネできるキャラの名前を添えて応募し、福山と荘口が電話をかけて（このとき福山は山内容堂（近藤正臣）のモノマネでリスナーに話しかける）モノマネしてもらい、厳しく審査する（出来が悪い場合は「投獄」となる）。ドラマの放送終了に合わせ、リスナーから募集した名シーンをみんなで演じるという壮大な計画が進行していたが、いつの間にか立ち消えてしまった。

2010年6月5日放送の回では、アポ無しで松村邦洋に電話した（松村から番組にメールが送られていた）。松村は当時ウガンダ・トラを偲ぶ会の最中であり、福山が「坂本龍馬です」と突然問いかけたことに対し戸惑った様子であった（松村曰く「オレオレ詐欺の電話だと思った」）。しかし、そうした中でも松村は福山本人をはじめ、武田鉄矢・近藤正臣などのモノマネを連発（最後は第60回NHK紅白歌合戦での福山と武田の掛け合いになっていた）。突然の振りに対してもクオリティの高いモノマネを披露した松村を福山・荘口は絶賛した（松村曰く「どのような相手にも合わせる」）。その後同年10月30日に松村がゲスト出演、「龍馬 - 勝海舟（武田鉄矢）」「勝海舟 - 勝海舟」「山内容堂（近藤正臣） - 山内容堂」などのコラボが実現した。
- 2010年8月、マイケル・ジャクソンの「シー・ドライヴス・ミー・ワイルド」の一部が「福山雅治」と言っているように聞こえるというメールがあり、盛り上がったため、福山や荘口、その他芸能人などの人名に聞こえる所謂「空耳アワー」を募集したところ、コーナー化した。ただし福山の厳しい審査をクリアできるクオリティーのものは少ない。福山のお気に入りは「廃墟の街/ボブ・ディラン」（我輩は宅麻伸、と聞こえる）や「C U WHEN GET THERE/Coolio」（荘口、変なパー、と聞こえる）など多数。

のち本家「空耳アワー」（空耳アワード2011、関東地区2011年3月25日放送）において、佐伯チズがこの「福山雅治」の空耳を投稿した際に、福山自身が空耳VTRに出演。評価はTシャツであった。
- 2010年9月、同じ事務所に所属する深津絵里がモントリオール世界映画祭で最優秀主演女優賞を受賞したことに話が及ぶと、福山が対抗して「今年もこの季節がやってきたね」と発言し、毎年やっているという設定で「魂ラジアワード」が発足した。

部門は特に番組で定められているわけではなく、リスナーは設けてほしい部門やそれにノミネートしてほしいもの・人・場所を理由を添えて応募する。K-1好きな福山は「ベストファイター賞」などを提案している。話が盛り上がった「ベストご当地戦隊もの賞」は、全国からご当地戦隊ものキャラを募り、番組が選りすぐったうえで国民投票（番組内におけるアンケートのこと）を実施した。福山曰く、毎年11月には募集とノミネートを締め切り、12月には発表というスケジュールになっているらしいが、発表がないまま立ち消えてしまった。
2011年10月、福山の「今年もやります」発言により突如として復活。昨年の失敗を活かしてか、部門とノミネート作品（人物）は事前にスタッフが用意し、ノミネートに関しては場合に応じて福山がアレンジし、国民投票にかけるという形であった。各部門の最優秀賞獲得者には、深夜にもかかわらず番組放送中に生電話で受賞を伝える。2011年12月現在、最優秀美脚部門賞はPerfume、最優秀邦画部門賞は『アンダルシア　女神の報復』、最優秀プロデューサー部門賞は秋元康（この部門賞は選考委員会の間で内々に決定された）。副賞として、福山の実母・勝子による手作りの干し柿が贈られる。
- 数年に一度、思い出したように「基本的な質問」というコーナーが放送される。今更すぎて今では雑誌の取材などでも全く質問されなくなってしまったようなこと（好きな色・好きな食べ物・最後の晩餐のメニューなど）に答えていくという、原点回帰というか初心に帰るコーナー。

2011年5月、大河ドラマ『龍馬伝』がきっかけで老若男女問わず新規リスナーが増えたことを受け、「魂ラジ国とか国民とか国王とか、こん○○！という挨拶だとか、冷静に考えると俺たちはおかしい」という話になり、深夜帯のラジオによくある身内感を払拭し、新規リスナーが入ってきやすい環境を整備するために、福山は「これからは定期的にこのコーナーをやっていくべきだ」と発言した。その発言通り、翌週にはコーナーを放送した。
- 2013年から福山が誕生日の毎年２月になると童貞向けのコーナーで『大童貞祭』が放送されている。放送の中身は『童貞の出来る法律相談所』や『童貞限定エロなぞなぞテレフォン』等でなぞなぞテレフォンでは「童貞喪失プレゼント」がリスナーにプレゼントされる。本放送の前後では下ネタに関する投稿が増えている。2014年の大童貞祭[8]では福山と同じアミューズ所属のさくら学院を大童貞祭のイメージキャラクターにしようとラジオで発言したが「年齢が低すぎる」とアミューズのスタッフからNGが出され、当時同じくアミューズに所属していた小松彩夏と平田薫がイメージキャラクターになった[注 3]。

## 出演者

### パーソナリティ
- 福山雅治

### アシスタント
- 荘口彰久

（2004年5月までニッポン放送アナウンサー→フリー）
局アナであった2004年1月〜3月に中継リポーターとして出演するも、その2ヶ月後にニッポン放送を退社。同年7月10日放送分にゲスト出演し、フリーの身となったことを初告白。イマジンスタジオからの公開放送となった翌週の7月17日放送分にも出演し、進行役を務めた。その後、福山との縁でアミューズへの所属が決まり、同年9月11日放送分より正式にレギュラー出演者となる。
2011年10月1日放送分は欠席のため、後輩の垣花正（当時ニッポン放送アナウンサー）が代役を務めた。

## スポンサー
現在放送されているオールナイトニッポン（25:00 - 27:00）と違い、番組前半はローカルセールス枠である。このため、番組中盤まで放送局によってコマーシャルが流れたり、放送局の番組宣伝が流れたり、フィラー音楽が流れたりしている。
放送開始時からニッポン放送ではメインスポンサーがついており、タイトルの頭にスポンサー名を称した冠タイトルがついて正式名称となっている。2014年10月4日からは「ジャパネットたかた presents 福山雅治の-」となっている。なお、ニッポン放送以外のネット局でも24時台最初のCMゾーンで同社のCMが放送されている（但しPT扱い）。
なお、ニッポン放送のみ23:30の番組開始時に福山が冠タイトルをコールしているが、2005年12月17日放送分までは地方局でも流れている所はあった（現在地方局では冒頭の数秒間無音になっているところがほとんどである）。なお、メインスポンサー単独の提供ではなく、そのスポンサーを含む複数社の提供である。
- 2000年3月から2002年9月までは、「ドリアン助川の正義のラジオ」のスポンサーだったベネッセコーポレーションがスポンサーであり、ニッポン放送での正式タイトルは「進研ゼミチャレンジトークタイム 福山雅治の-」となっていた。
- 2002年10月から2007年9月までは大手製菓会社のカルビーがスポンサーについており、ニッポン放送での正式タイトルは「カルビー ミッドナイトブレイク 福山雅治の-」となっていた（ただし、番組後半でカルビーが全国スポンサーとなり、ネット局でもカルビーのCMが流れていた。）。
- 2007年10月から1ヵ月間はメインスポンサーはなく、ニッポン放送ではDHC・東京ガスの複数社による提供となっていた。この期間に限り、ニッポン放送でも冒頭の数秒間は無音になっていた（なお、このころから全国スポンサーが再び無くなった）。
- 2007年11月から2008年10月まで江崎グリコが冠スポンサーになり、ニッポン放送での正式タイトルは「オトナノグリコ precious time 福山雅治の-」となっていた。これは福山がグリコの「アーモンドプレミオ」のCMに出演していたためと思われる。なお、ホームページ上では冠タイトルが「オトナノグリコ-」となっていたが、放送では「オトナグリコ-」とアナウンスされた。ちなみに、グリコのテレビCMも同じく、テロップに「オトナノグリコ」となっているが、ナレーションは「オトナグリコ」となっている。
- 2008年10月から2009年10月3日までは再びメインスポンサーがなくなり、かつてグリコのCMが流れていた部分ではフィラーが流れていた。また、この期間は再びニッポン放送でも冒頭の数秒間は無音になっていた。
- CMおよびフィラー後のジングルでは、正式タイトルバージョンと、短縮バージョン（「福山雅治(の)・魂のラジオ 」のみ）が存在する。ジングル内のタイトル読みは福山本人。2008年10月4日の『容疑者Xの献身』公開後数週間は、映画を見た観客の感想が流れる特別バージョンが放送されていた。
- 2009年10月10日から2014年9月27日まで、福山がTVCMに出演している東芝REGZA、および福山の出身県である長崎県がスポンサーになり、ニッポン放送での正式タイトルは「東芝レグザ precious memories 福山雅治の-」となった。2010年4月17日からは「東芝レグザ GREAT JOURNEY 福山雅治の-」、2011年4月9日からは「東芝レグザ PREMIUM TIME 福山雅治の-」、2014年4月5日からは「TOSHIBA presents 福山雅治の-」となっていた
- 東芝REGZAがメインスポンサーとなった際、記念のプレゼントとして42型REGZAが1台提供された。キャッチコピーの「記憶するREGZA」を踏まえて、今までの放送で最も記憶に残っている「記憶する魂ラジ」という題でメールを募集し、その中からランダムに選んだリスナーに「魂の電話」をかけ、合言葉が言えたら当選という形でプレゼントした（福山・荘口のサイン入り）。ちなみに合言葉は福山がツアー中・「龍馬伝」撮影先で実践しているトレーニングメニューだった。CELL REGZA発表後は52型が1台提供されたため、同じ方法でリスナーにプレゼントした。合言葉は、カタログに載っている宣伝文句の一節だった[注 5]。その後も、新製品が発売されるたびにプレゼント企画が行なわれた。ラジオ番組でのリスナープレゼントとしては異例の豪華商品であるため、簡単には渡せないということで、エロなぞなぞやジャンケン勝ち抜きバトル（空気を読まずリスナーに勝ちまくる荘口は顰蹙を買った）など、徐々にハードルが上がっていった。
- 2010年10月からはネットワークセールス枠として、2010年10月 - 2012年3月はアクサ生命保険、2012年4月 - 2014年3月はJA共済、2014年4月 - 2014年12月はジャパネットたかた、がネットスポンサーとなっていた。2015年1月 - 3月は川口技研がネットスポンサーに入っている（23時台に放送。但しPT扱い）。
- なお、フィラーは番組中のみでなく、24時58分40秒からも発生しており（通常番組終了は59分までであるため）、その間はフィラーとしてU2のWith Or Without Youが流れる。

## レギュラーコーナー
番組は福山と荘口がリスナーから寄せられたその週のテーマに沿ったメールを紹介しながらフリートークを展開していくため、オールナイトニッポンやTalking F.M.に見られるような投稿コーナーは存在しない。ラジオとしては異例とも言えるほどアバウトな台本しかなく、荘口や小原を始めスタッフ陣も福山が本番で話し出すまでその週の流れは全く読めない。その場のノリで話が移っていくため、急遽リスナーからメールを募集したり、次の国民投票の内容が決まったり、新コーナーが発足したりする（季節・一発コーナーを参照）。話しているうちに方向がズレていき、本人たちも「これ何の話だったっけ？」と言い出すこともしばしば。

### 魂のリクエスト
- 通称：魂（たま）リク。
- 番組の最後を飾るコーナーである。リスナーからリクエストされた曲を福山が弾き語りで歌唱する。リスナーはリクエストの際、曲名とそれにまつわるエピソードなども書くことになっている。採用されたメールは実際に福山が読み上げる。元々、福山は『オールナイトニッポン』開始当初から「スタジオライブリクエスト」と称してリスナーからのリクエストに応じた弾き語りのコーナーを敢行していたため、その流れを汲んでいる。
- 福山自身の曲がリクエストされる他に、福山が影響を受けたアーティスト浜田省吾・泉谷しげる ・中島みゆき・SION・事務所の先輩であるサザンオールスターズといったアーティストから、福山と同世代のスピッツ・山崎まさよしといったアーティストまでリクエストされる曲は幅広い。また洋楽のカバーが歌われることもある。
- 荘口はこのコーナーの間はブースから出ているため、福山が１人きりの空間で弾き語る。ただし笑い声などはたまに入ることがある。
- ほとんど毎週行なわれる、この番組ではほぼ唯一のレギュラーコーナーであるが、どうしても外せない告知や報告、福山自身のコンディションの事情で休止したこともある。後者の例としては、2006年3月18日放送分にて数日前に親知らずの抜歯をしたため、大河ドラマ『龍馬伝』の撮影期間中にあまりにも喉を酷使した状態であるとして大事を取って休止したことが数度あった。
- 福山はこのコーナーを非常に重視しており、採用された歌が持ち歌でない場合は本番のかなり前にスタジオ入りして練習する（ただし多忙を極めるようになってからは、番組開始ギリギリでブースに飛び込んでくることもある）。タイミングが合えば、スタジオでレコーディングした高音質の音源を放送することもある。
- カルビーがメインスポンサーだった2002年10月 - 2007年9月の間は採用されたリスナーには「カルビーの魂の福袋」（カルビー商品の詰め合わせ）がプレゼントされていた。また、2007年11月以降は採用されたリスナーには「オトナノグリコ魂の袋詰め」（江崎グリコ商品の詰め合わせ）がプレゼントされている。
- 2002年10月 - 2008年4月12日放送までは福山本人が予告を担当していたが（ただし数回録り直しは行なっていた）、2008年4月19日からアシスタント･荘口彰久が予告を担当している。交代の理由は不明。
- なお、2009年7月より予告が廃止された。理由は不明。
- 2011年1月29日、サッカー生中継のため、関東圏のみ放送が前半30分で終了することになった際、関東のリスナーのためにSOH+を復活させ、30分間「魂リクスペシャル」と題して数曲を歌い通す異例の放送となった[注 6]。
- 阪神・淡路大震災の特別プログラムの週は「俺の魂のリクエスト」と呼ばれる[注 7]。
- 2012年3月31日は岡村隆史（ナインティナイン）がゲスト出演、自身の新しいレギュラー番組である「家族になろう（よ）」の題字を福山に書いてもらった後に「家族になろうよ」をセッションした。

- 2000年
  - 03月25日 Heart
  - 04月01日 遠くへ
  - 04月08日 巻き戻した夏
  - 04月15日 Squall
  - 04月22日 桜坂
  - 04月29日 All My Loving
  - 05月06日 愛は風のように
  - 05月13日 もっとそばにきて
  - 05月20日 恋人
  - 05月27日 IN MY HEART
  - 06月03日 アクセス
  - 06月10日 you
  - 06月17日 fellow
  - 06月24日 桜坂
  - 07月01日 約束の丘
  - 07月08日 そのままで・・・
  - 07月15日 夏休み (吉田拓郎)
  - 07月22日 ZOO (ECHOES)
  - 07月29日 もうひとつの夏休み (浜田省吾)
  - 08月12日 とんぼ (長渕剛)
  - 08月19日 you
  - 08月26日 Peach!!
  - 09月02日 HELLO
  - 09月09日 遠い旅
  - 09月16日 You Can Dance
  - 10月07日 HEY!
  - 10月14日 ぼくの朝
  - 10月21日 HEY!
  - 10月28日 がんばれがんばれ (SION)
  - 11月04日 家路
  - 11月11日 Hey Jude (The Beatles)
  - 11月18日 明日へのマーチ
  - 11月25日 遠くへ
  - 12月02日 12月 (SION)
  - 12月09日 Happy Xmas (John Lennon)
  - 12月16日 この国を
  - 12月23日 Heart of Xmas
  - 12月30日 桜坂

### 魂の電話
- リスナーとの生電話のこと。ただし、放送が録音である場合はこの限りではない。他の番組でもリスナーに電話をつなぐことはあるが、この番組ほど多くない。
- 電話がつながると女子なら「マシャマシャ」、男子なら「マシャ、電話」というジングルが流れる。
- なお、電話では福山が「もしも?」と言ったら、リスナーは「マシャマシャ」と答えるのだが、それが分からなかったリスナーが「もしも」あるいは「もしもし」と答えた例もあった。たまに「こんバイク」と答えたリスナーもいた[注 8]。
- 番組開始から数年間は、ひとつの電話で会話が盛り上がってしまい、長電話になったら「マシャ、そろそろおしまーい」というジングルも存在した[注 9]。
- なお、2009年2月14日放送分では「マシャマシャ」のジングルが流れなかった。

## スタッフ
- 初代ディレクター：神田比呂志（現フジテレビ製作部、『ナインティナインのオールナイトニッポン』3代目ディレクター）
- 2代目ディレクター：森弘（現在はニッポン放送を退社）
- 3代目ディレクター：節丸雅矛（プロデューサー。同局 <現在はフジテレビ> の山本麻祐子アナウンサーの夫。後に早朝番組の担当へ異動）
- 4代目ディレクター：金栗英彦
- 5代目ディレクター/プロデューサー：節丸雅矛
- 6・8代目ディレクター：角銅秀人（他には『ナインティナインのオールナイトニッポン』の5代目ディレクターや『AKB48のオールナイトニッポン』等を担当。担当期間・2005年頃 - 2008年3月1日、2009年7月頃 - 2012年3月31日）
- 7代目ディレクター：青木潤（デジタルソリューション部へ異動、角銅とは同期。担当期間・2008年3月8日 - 2009年6月頃）
- 9代目ディレクター：松岡敦司（担当期間・2012年4月7日 - なお、魂ラジ担当は2005年から、ADとしてのスタートで、2006年に営業局に異動になり、2010年に制作部に復帰して、また魂ラジのADを担当し、足かけ7年で、2012年4月にディレクターに昇格した。）
- その他のディレクター：高田陽平（1998年入社、2006年から担当、1974年 - 。他には『テリー伊藤のってけラジオ』のディレクターも担当）。
- 放送作家：小原信治
- AD：テイ林佑介（2006年入社、2006年10月から担当）
- ミキサー：若林千真

### 過去の放送作家
- 石川昭人（石川はかねてより福山や荘口（当時はアナウンサー）と親交があり、オールナイトニッポン火曜1部を担当していたシンガーソングライターの石川よしひろにちなんで、福山や荘口から「石川アニキ」と呼ばれている） 2006年10月をもって引退。
- 川島カヨ（『ナインティナインのオールナイトニッポン』の作家も兼ねて担当）2006年10月に引退。

## シリーズの終焉とその後
- こうして、1992年1月から放送開始し、一旦の中断期間を経て2000年3月に『魂のラジオ』として復活するも、前述したように2015年3月28日をもって番組が終了。これにより、空白期間を含め23年3ヶ月にわたって放送されていた福山雅治のオールナイトニッポンシリーズが幕を閉じた[1]。なお、番組終了については福山自身が決断したといい、2014年に入って関係者に対して伝えていた[3]。福山は2014年12月13日の放送の中で「深夜放送のパーソナリティーを卒業します」とした上で、「1番（の理由）は生放送を続けていくのが難しい」「体力的に厳しい。眠いな、と」と話した上で、理由を説明し、リスナーにお詫びした[9]。なお、福山がラジオの深夜放送をするのが厳しいと思い始めたのは、「2010年の『龍馬伝』のとき」だったという[10]、また、福山は「ぼくにとって、深夜の生放送というのがラジオをやる上で大切なポイントだった」とニッポン放送側から打診された別の時間帯での番組継続を辞退した理由についても語った[9]。当日番組開始前には約3,000人、終了後には1,000人のファンがニッポン放送本社前に駆けつけた[11]。
- 番組終了後の2015年4月8日に「魂リク」の厳選音源を収録したCDアルバム『「魂リク」』が発売されることが明らかになった[12]。
- 番組終了から1年後の2016年3月19日に本放送時と同時間帯にて一夜限りの復活放送を果たす。ゲストはバカリズム。その約2週間前にフジテレビ系で放送されたバカリズム脚本の4夜連続ドラマスペシャル『桜坂近辺物語』に福山が企画協力で携わった縁で、劇中に当番組の放送場面を入れようという福山の発案により、一夜限りの復活が決定した[13][14]。
- 2023年2月19日『オールナイトニッポン55周年記念 オールナイトニッポン55時間スペシャル』の中で8年ぶりに23時 - 25時枠で復活[15]。
- 2024年3月15日『オールナイトニッポンGOLD』枠にて前述の特番以来1年ぶりに再登板し、『福山雅治のオールナイトニッポンGOLD 睡眠は金なり』を収録で放送。オープニングテーマは『オールナイトニッポンGOLD』や25時台の『オールナイトニッポン』と同じく『BITTERSWEET SAMBA』であったが[注 10]、番組のジングルは『魂のラジオ』で使用されていたものを流用し、荘口もアシスタントとして出演した。

## ネット局
- 北海道では、当初STVラジオがネットしていたが、2002年3月でネット中止。2002年4月 - 2003年9月の間、北海道ではネットが中断したが、2003年10月より北海道放送でネット再開[注 11][注 12]。
- 福岡県では、KBCラジオではなく番組開始当初からJRN単独のRKBラジオがネットしている[注 12]。
- また中京広域圏ではNRN加盟局である東海ラジオがネットしている[注 12]。プロ野球期間中はナイター中継延長の場合は本番組の前にある4番組が繰り下げで放送されるため、時間短縮になる場合がある。この項を参照。
- 東北放送・山形放送・南日本放送は2000年10月に、山梨放送・中国放送は2002年4月に、ラジオ沖縄は2004年4月に、茨城放送は同年10月に、KBS京都は2005年10月に、ABCは2010年4月にそれぞれネット開始。
- 大阪府や兵庫県については、2010年4月3日の放送までは朝日放送・毎日放送・ラジオ大阪といった在阪局やラジオ関西（独立局だが一部ニッポン放送の番組をネットしている）がネットしておらず、KBS京都もノイズが入る場合が多いため困難な受信状態を強いられていた[注 13]が、2010年4月10日放送分よりABCラジオ[注 12]がネットを開始したため、関西圏での聴取もほぼ可能となった。
- NRN系のラジオ局では栃木放送でも放送されていないほか、和歌山放送は2009年3月28日をもって打ち切りとなった。なおIPサイマルラジオradikoを利用すれば栃木県ではニッポン放送、和歌山県ではABCラジオにより聴取可能である。
- また沖縄県では、ラジオ沖縄も2009年3月28日を以って一旦打ち切りとなったが2012年4月7日からネット再開することになった。
- また福山の出身地である長崎県では、県内唯一の民間中波放送局である長崎放送[注 14]がネットしている。
- 本番組が有事のためLF制作のNRN報道特番に差し替えられた場合、NRN非加盟のネット局でもそのまま報道特番をネット受けする（HBCやRKBは、TBSラジオがJRN報道特番を組まない場合のみ）。この場合、本来のNRNへのニュース配信担当局（STVラジオやラジオ大阪など）でも放送されるため、地域によっては複数の局で同一内容の報道特番が放送されることになる。
- 2014年4月1日より開始されたradikoプレミアムのエリアフリー聴取ではレギュラー放送の最終回まで配信されなかった。
全国のネット局の詳細について、オールナイトニッポン#一覧を参照のこと。